# Karl August Hoffmann (Apotheker)

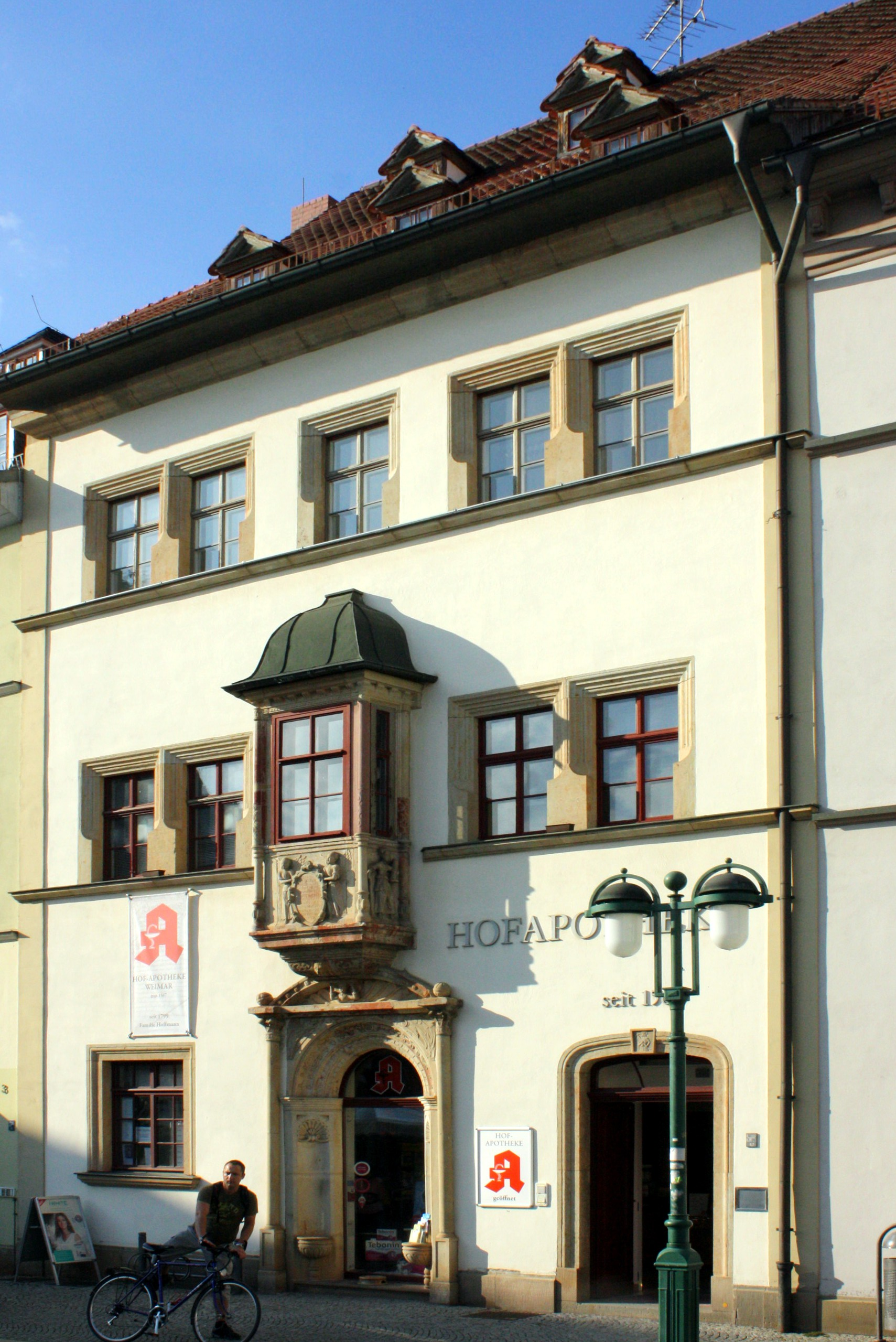
Hof-Apotheke, Hoffmanns Wirkungsstätte

Karl August Hoffmann (* 24. Februar 1756 in  Chemnitz; † 15. März 1833 in Weimar) war in Weimar bzw. Chemnitz Apotheker.
Hoffmann betrieb die Hofapotheke in Weimar am Markt 4, die es noch heute gibt. Hoffmann publizierte auch über Heilbäder- und Heilmethoden. Goethe kannte Hoffmann gut und arbeitete mit Hoffmann auch wissenschaftlich zusammen.
In der Klassikstiftung Weimar gibt es mehrere graphische Porträts Hoffmanns u. a. von Conrad Westermayr.